# George Chrystal
George Chrystal   (Old Meldrum, 8 de març de 1851 - Edimburg, 3 de novembre de 1911) va ser un matemàtic escocès, professor de la Universitat d'Edimburg.

## Vida i Obra
Chrystal va estudiar a les universitats d'Aberdeen i al Peterhouse de la universitat de Cambridge, on es va graduar amb les millors classificacions el 1875. Després de dos anys com a professor de matemàtiques de la Universitat de Saint Andrews, va passar el 1879 a la càtedra de matemàtiques de la Universitat d'Edimburg, càrrec que va ocupar fins a la seva mort.
Com altres professors escocesos de la seva època va actuar com inspector d'escoles i va ser el promotor dels exàmens de suficiència en l'educació secundària.
Chrystal és recordat com l'autor d'un monumental tractat d'àlgebra (unes 1200 pàgines) que va aparèixer en dos volums els anys 1886 i 1889 i que va exercir notable influència en l'ensenyament d'aquesta disciplina.
Va ser vicepresident de la Royal Society of Edinburgh des de 1887 i el seu secretari general des de 1901.